# 1954年の音楽
1954年の音楽（1954ねんのおんがく）では、1954年（昭和29年）の音楽分野の動向についてまとめる。

## できごと
- トニー・ベネットの「ストレンジャー・イン・パラダイス」がアメリカでヒットした[1][2]。
- 12月31日 - 第5回NHK紅白歌合戦
  - トップバッター - 宮城まり子(紅)、岡本敦郎(白)
  - トリ - 渡辺はま子(紅)、霧島昇(白)

## 洋楽シングル
- コーデッツ「ミスター・サンドマン」[3]
- クルー・カッツ「シュ・ブーム」
- スパニエルズ「グッドナイト・スウィートハート・グッドナイト」
- ジェイムズ・"シュガー・ボーイ"・クロフォード「ジョック・ア・モ」
- アーサー・ガンター「ベイビー・レッツ・プレイ・ハウス」

## 洋楽アルバム
- ダイナ・ワシントン「ダイナ・ジャムズ」

## 邦楽シングル
- 青木はるみ「野球けん」
- 生田恵子「君懐しのトランペット」
- 伊藤久男「忘れ得ぬ人」
- 江利チエミ「ウスクダラ」
- 岡本敦郎「高原列車は行く」
- 小畑実_(歌手)「そよ風のビギン」
- 春日八郎「お富さん」「裏町夜曲」「瓢箪ブギ」
- 菊池章子「岸壁の母」
- 小坂一也「ワゴン・マスター」
- 佐田啓二、織井茂子「君は遥かな」
- 三条町子「恋の火の鳥」
- 新倉美子（辰巳柳太郎の娘）「ヴァイア・コン・ディオス」
- 菅原都々子「スペイン夜曲」
- 高田浩吉「白鷺三味線」
- 田端義夫「ふるさとの燈台」
- 千代田照子「東京ワルツ」
- 津村謙、吉岡妙子「あなたと共に」
- 鶴田浩二「街のサンドイッチマン」
- ディック・ミネ「雨の酒場で」
- 中島孝「若者よ!恋をしろ」
- 鳴海日出夫「東京の恋唄」
- 野村雪子「初恋ワルツ」
- 旗照夫「愛の讃歌」「ハッシャ･バイ」
- 林伊佐緒「真室川ブギ」
- 藤島桓夫「初めて来た港」
- 藤山一郎「みどりの雨」
- 美空ひばり「ひばりのマドロスさん」「伊豆の踊り子」
- 雪村いづみ「青いカナリヤ」「オウ・マイ・パパ」
- 吉岡妙子「私の幸福は何処へ(12月発売)」
- 若原一郎「吹けば飛ぶよな」

## 主な音楽賞
| 賞                  | 受賞作・受賞者 |
| ------------------- | --- |
| 第9回芸術祭賞       | - 奨芸術祭賞(音楽部門) - 中能島欣一「箏曲「三つの断章」三弦「盤渉調」作曲」 - 清水脩「オペラ「修善寺物語」作曲」 - 奨励賞(音楽部門) - 日本文化放送「ラジオのためのプレリュード「カノン・アリア・主題と変奏」」 - 三善晃「NHK「ピアノと管弦楽のための協奏的交響楽曲」作曲」 - 石津憲一「オペラ「ボリス・ゴドノフ」歌唱・演技」 - 中田博之「ラジオ東京新邦楽「埴輪」作曲」 - 古川太郎「ラジオ東京「四楽章より成る箏八重奏曲」作曲」 - 宮薗千之/宮薗千富「邦楽「鳥辺山」演奏」 - 豊竹つばめ太夫/野澤喜左衛門「文楽「近江源氏先陣館」演奏」 - 芸術祭奨励賞(レコード部門) - 日本コロムビア「お伽オペラ「ヘンゼルとグレーテル」企画」 - 日本ポリドール「音楽童話「日本献上記」」 |
| 第4回サンレモ音楽祭 | - 大賞 - ジョルジョ・コンソリーニとジーノ・ラティルラ「美しきママ」 |

## デビュー
- 7月19日 - エルヴィス・プレスリー／ザッツ・オール・ライト
- 月日不明 - 小坂一也／ワゴン・マスター
- 月日不明 - 三橋美智也／酒の苦さよ

## 誕生
出身地または国籍が日本である人物の国名表記は省略。
- 1954年1月1日（71歳） - リチャード・エドソン（、俳優・元ドラマー、元ソニック・ユース）
- 1月1日 - 大澤健一（東京都、指揮者・テューバ奏者）
- 1月2日 - 村田和人（東京都、シンガーソングライター、+2016年・62歳没）
- 1月4日 - ヴァルデマール・バストス（、ミュージシャン、+2020年・66歳没）
- 1月6日 - 高橋まこと（福島県、ドラマー、元BOØWY）
- 1月6日 - 平賀和人（岩手県、ベーシスト、NSP）
- 1月8日 - 中上レイラ（愛知県、歌手）
- 1月10日 - 高橋ゲタ夫（新潟県、ベーシスト、オルケスタ・デル・ソル）
- 1月13日 - トレヴァー・ラビン（、ミュージシャン、元イエス）
- 1月14日 - 石田純一（東京都、俳優・タレント・元歌手）
- 1月14日 - 森雪之丞（大阪府、作詞家）
- 1月19日 - 松任谷由実（東京都、シンガーソングライター）
- 1月20日 - 浅野良治（東京都、ドラマー、元ゴダイゴ）
- 1月21日 - 三浦洋一（愛知県、俳優・元歌手、+2000年・46歳没）
- 1月22日 - 北本秀樹（北海道、チェリスト、サイトウ・キネン・オーケストラ）
- 1月25日 - 春日博文（東京都、ギタリスト、カルメン・マキ&OZ）
- 1月27日 - 寺田康彦（レコーディング・エンジニア、元Scudelia Electro）
- 1月30日 - ヨッヘン・コヴァルスキー（、カウンターテナー歌手）
- 1月31日 - エイドリアン・ヴァンデンバーグ（、ギタリスト、元ヴァンデンバーグ、ホワイトスネイク）
- 2月2日 - 中野督夫（愛知県、歌手、元センチメンタル・シティ・ロマンス）
- 2月3日 - 菊地徹（東京都、音響家）
- 2月3日 - 根岸季衣（東京都、女優・元歌手）
- 2月3日 - ロバート・シェルドン（、作曲家・指揮者）
- 2月4日 - 水越けいこ（山梨県、シンガーソングライター）
- 2月4日 - ミシェル・ベッケ（、トロンボーン奏者）
- 2月5日 - クリフ・マルティネス（、作曲家）
- 2月5日 - 杉村尚美（東京都、元歌手）
- 2月7日 - ディーター・ボーレン（、歌手）
- 2月11日 - 鈴木行一（東京都、作曲家、+2010年・56歳没）
- 2月11日 - 山崎一稔（大阪府、作曲家）
- 2月11日 - 丹波博幸（東京都、ミュージシャン）
- 2月14日 - 田中公平（大阪府、作曲家）
- 2月14日 - 中川ひろたか（埼玉県、絵本ライター・シンガーソングライター）
- 2月19日 - 伊藤広規（東京都、ベーシスト）
- 2月23日 - ドイル・ダイクス（、歌手、ギタリスト）
- 2月24日 - グレゴリー・クンデ（、テノール歌手）
- 2月24日 - 樋口晶之（愛知県、ドラマー、クリエイション、+2017年・63歳没）
- 2月27日 - 白井良明（東京都、ギタリスト、ムーンライダーズ）
- 2月27日 - ニール・ショーン（、ギタリスト、ジャーニー）
- 2月28日 - アラン・クレパン（、サクソフォーン奏者・指揮者）
- 3月1日 - エリック・イウェイゼン（、作曲家）
- 3月2日 - 吉沢京子（東京都、女優・元歌手）
- 3月3日 - クリス・ヒューズ（、ミュージシャン）
- 3月4日 - 前田よしひろ（兵庫県、元歌手、元トッシュ）
- 3月4日 - 山本達彦（東京都、シンガーソングライター）
- 3月5日 - よしだよしこ（東京都、シンガーソングライター）
- 3月6日 - ジョーイ・ディマイオ（、ベーシスト、マノウォー）
- 3月8日 - ボブ・ブロズマン（、歌手、+2013年・59歳没）
- 3月11日 - デヴィッド・ニューマン（、作曲家）
- 3月11日 - BORO（兵庫県、シンガーソングライター）
- 3月12日 - イネッサ・ガランテ（、ソプラノ歌手）
- 3月14日 - 杉真理（福岡県、シンガーソングライター）
- 3月15日 - 伊東たけし（福岡県、ミュージシャン、T-SQUARE）
- 3月16日 - ナンシー・ウィルソン（、ミュージシャン、ハート）
- 3月18日 - 因幡晃（秋田県、シンガーソングライター）
- 3月19日 - 島田和夫（大阪府、ドラマー、元憂歌団、+2012年・58歳没）
- 3月19日 - 早川岳晴（東京都、ベーシスト）
- 3月21日 - 岡崎倫典（広島県、ギタリスト）
- 3月22日 - 真島茂樹（栃木県、ダンサー・振付師・歌手）
- 3月26日 - 井上和彦（神奈川県、声優・歌手）
- 3月27日 - パオロ・ヴィナッチャ（、ドラマー、+2019年・65歳没）
- 3月28日 - パヴェル・シマヌスキ（、作曲家）
- 4月 - ピアニカ前田（鳥取県、ピアニカ奏者）
- 4月1日 - ジェフ・ポーカロ（、ドラマー、TOTO、+1992年・38歳没）
- 4月1日 - 藤本敦夫（神奈川県、作曲家）
- 4月1日 - 宮田まゆみ（東京都、笙奏者）
- 4月2日 - 平沢進（東京都、ミュージシャン・音楽プロデューサー、P-MODEL）
- 4月2日 - 細井豊（愛知県、キーボーディスト、元センチメンタル・シティ・ロマンス）
- 4月3日 - カール・ヴァーヘイエン（、ギタリスト）
- 4月4日 - ミシェル・カミロ（、ジャズピアニスト）
- 4月7日 - 藤井章司（ドラマー、元スモーキー・メディスン/元一風堂/元ナスカ、+2009年・54歳没）
- 4月10日 - 伊藤薫（福岡県、ドラマー、元チューリップ/元オールウェイズ）
- 4月15日 - 坂崎幸之助（東京都、ギタリスト、THE ALFEE）
- 4月17日 - 高見沢俊彦（埼玉県、ギタリスト、THE ALFEE）
- 4月17日 - マイケル・センベロ（、ミュージシャン）
- 4月19日 - ボブ・ロック（、音楽プロデューサー）
- 4月19日 - 松藤英男（福岡県、ドラマー、甲斐バンド）
- 4月20日 - L・A・クヴァリス（、ギタリスト、ライオット、+2020年・65歳没）
- 4月20日 - 高嶋みどり（東京都、作曲家）
- 4月25日 - 神崎充（ギタリスト）
- 4月25日 - 淀彰（山形県、吹奏楽編曲家、+2014年・59歳没）
- 4月26日 - ニコライ・プチーリン（、バス歌手）
- 4月28日 - 植竹公和（北海道、放送作家・作曲家）
- 4月28日 - ダニエル・ヴェイス（、チェロ奏者）
- 4月28日 - マイケル・ドアティ（、作曲家）
- 4月29日 - 鈴木雅明（兵庫県、音楽監督）
- 5月1日 - 須藤薫（東京都、歌手 +2013年・58歳没）
- 5月1日 - 森達彦（長崎県、ミュージシャン）
- 5月1日 - レイ・パーカー・ジュニア（、ミュージシャン）
- 5月2日 - エリオット・ゴールデンサール（、作曲家）
- 5月2日 - 新田一郎（奈良県、ミュージシャン）
- 5月2日 - ユーリ・エゴロフ（、ピアニスト、+1988年・33歳没）
- 5月4日 - ピア・ザドラ（、女優・歌手）
- 5月7日 - 水野正敏（大阪府、ベーシスト、元PONTA_BOX）
- 5月8日 - ジョン・マイケル・タルボット（、修道士・歌手）
- 5月10日 - 丸山圭子（埼玉県、シンガーソングライター）
- 5月11日 - 古謝美佐子（沖縄県、歌手）
- 5月13日 - ジョニー・ローガン（、歌手）
- 5月14日 - 大間ジロー（秋田県、ドラマー、オフコース）
- 5月19日 - 鈴木博文（東京都、ベーシスト、ムーンライダーズ）
- 5月19日 - フィル・ラッド（、ドラマー、元AC/DC）
- 5月21日 - マーク・リボー（、ギタリスト）
- 5月22日 - オホーツク太郎（北海道、演歌歌手）
- 5月22日 - 森村献（東京都、ピアニスト）
- 5月25日 - スディルマン・アーシャド（、歌手・作曲家、+1992年・37歳没）
- 5月26日 - 福島邦子（岡山県、シンガーソングライター）
- 5月30日 - 神崎愛（東京都、フルーティスト・女優）
- 6月3日 - アラン・ルプレスト（、歌手、+2011年・57歳没）
- 6月4日 - マイキー・ドレッド（、歌手、+2008年・53歳没）
- 6月5日 - ピーター・アースキン（、ドラマー）
- 6月5日 - ヴィタウタス・ミシュキニス（、作曲家）
- 6月9日 - ポール・チャップマン（、ギタリスト、UFO、+2020年・66歳没）
- 6月10日 - 堺泰馬（東京都、音楽プロデューサー）
- 6月10日 - 松野こうき（青森県、シンガーソングライター）
- 6月15日 - タケ・ウケタ（東京都、俳優・歌手）
- 6月18日 - リッキー・スキャッグス（、歌手）
- 6月20日 - 藍美代子（宮城県、元歌手）
- 6月20日 - マイケル・アンソニー（、ベーシスト、元ヴァン・ヘイレン）
- 6月21日 - オーガスタス・パブロ（、音楽プロデューサー、+1999年・44歳没）
- 6月25日 - デヴィッド・ペイチ（、キーボーディスト、TOTO）
- 6月27日 - 藤井眞吾（北海道、ギタリスト）
- 6月27日 - 松原正樹（福井県、ギタリスト、+2016年・61歳没）
- 6月29日 - マルチェッロ・ヴィオッティ（、指揮者、+2005年・50歳没）
- 7月2日 - タイロン橋本（栃木県、ミュージシャン）
- 7月2日 - 南沙織（琉球政府、歌手）
- 7月4日 - ラリー・ヴァン・クリート（、ベーシスト、AC/DC）
- 7月5日 - ジミー・クレスポ（、ギタリスト、元エアロスミス）
- 7月10日 - ニール・テナント（、歌手、ペット・ショップ・ボーイズ）
- 7月12日 - エリック・アダムス（、歌手、マノウォー）
- 7月12日 - 大谷明裕（大阪府、作曲家・シンガーソングライター）
- 7月13日 - セゼン・アクス（、シンガーソングライター）
- 7月13日 - ブルーノ・レイバーグ（、ベーシスト）
- 7月19日 - 奈良富士子（大阪府、女優・歌手）
- 7月20日 - キース・スコット（、ギタリスト）
- 7月20日 - 羅大佑（、歌手）
- 7月20日 - ラリー・レヴァン（、DJ・音楽プロデューサー・作曲家）
- 7月21日 - 横山雅史（東京都、ベーシスト）
- 7月22日 - アル・ディ・メオラ（、ギタリスト、元リターン・トゥ・フォーエヴァー）
- 7月22日 - モヒカーノ関（北海道、ピアニスト、+2013年・58歳没）
- 7月28日 - 小林万里子（シンガーソングライター）
- 7月28日 - スティーヴ・モーズ（、ギタリスト、ディキシー・ドレッグス/ディープ・パープル）
- 7月29日 - 秋吉久美子（静岡県、女優・元歌手）
- 8月4日 - ローレンス・ハリス（、バリトン歌手）
- 8月5日 - 長崎行男（音響監督・音楽プロデューサー）
- 8月5日 - のどかけん（山口県、タレント・歌手）
- 8月5日 - パディ・グラッキン（、フィドル奏者）
- 8月7日 - 松尾一彦（秋田県、シンガーソングライター、オフコース）
- 8月9日 - 清水靖晃（静岡県、サキソフォン奏者）
- 8月11日 - ジョー・ジャクソン（、ミュージシャン）
- 8月12日 - パット・メセニー（、ギタリスト、パット・メセニー・グループ）
- 8月13日 - ヴォルフガング・マイヤー（、クラリネット奏者、+2019年・64歳没）
- 8月14日 - 坂本洋（東京都、作曲家・音楽プロデューサー、元THE TRIPLE X）
- 8月17日 - エリック・ジョンソン（、ギタリスト）
- 8月17日 - 高橋ジャッキー香代子（東京都、歌手、+2013年・59歳没）
- 8月21日 - スティーヴ・スミス（、ドラマー、元ジャーニー）
- 8月25日 - エルヴィス・コステロ（、ミュージシャン）
- 8月26日 - スコット・ヘンダーソン（、ギタリスト、元トライバル・テック）
- 8月29日 - 渋谷祐子（千葉県、元歌手・元作曲家）
- 9月 - 渡辺和彦（北海道、音楽評論家）
- 9月2日 - 三善英史（東京都、演歌歌手）
- 9月3日 - 田中章弘（大阪府、ベーシスト、元ハックルバック）
- 9月3日 - ベルナール・スーストロ（、トランペット奏者）
- 9月5日 - 黒澤進（秋田県、音楽評論家、+2007年・52歳没）
- 9月6日 - チチ松村（大阪府、ギタリスト、ゴンチチ）
- 9月8日 - 西島明彦（東京都、元俳優・元歌手）
- 9月10日 - 木村誠（熊本県、パーカッショニスト）
- 9月10日 - 中村俊夫（東京都、音楽ライター）
- 9月11日 - 伊藤秀志（秋田県、歌手・タレント）
- 9月12日 - 篠塚満由美（千葉県、作詞家・歌手・ものまねタレント）
- 9月15日 - 谷川史郎（東京都、ギタリスト）
- 9月16日 - アール・クルー（、ギタリスト）
- 9月16日 - コリン・ニューマン（、歌手、ワイヤー）
- 9月16日 - 安藤正容（愛知県、ギタリスト、T-SQUARE）
- 9月16日 - 円光寺雅彦（東京都、指揮者）
- 9月16日 - 中村哲（埼玉県、作曲家）
- 9月17日 - 柴田義也（兵庫県、ジャズピアニスト、元RCサクセション）
- 9月17日 - マーティー・ブレイシー（、ドラマー、元もんた&ブラザーズ）
- 9月18日 - ジョージ・リンチ（、ギタリスト、ドッケン）
- 9月19日 - スーザン（歌手・タレント）
- 9月20日 - ピーター・ホワイト（、ギタリスト）
- 9月21日 - すどうかづみ（東京都、女優・歌手・タレント）
- 9月22日 - イオン（、テクノミュージシャン、+2009年・54歳没）
- 9月22日 - 西浦達雄（大阪府、シンガーソングライター）
- 9月25日 - 山部善次郎（福岡県、ミュージシャン）
- 9月26日 - 工藤重典（北海道、フルート奏者）
- 9月26日 - クミコ（茨城県、歌手）
- 9月26日 - 天童よしみ（和歌山県、演歌歌手）
- 9月26日 - 増田俊郎（神奈川県、歌手）
- 9月27日 - ドミトリー・シトコヴェツキー（、ヴァイオリニスト・指揮者）
- 9月28日 - エヴァン・ルーリー（、ミュージシャン、元ラウンジ・リザーズ）
- 9月30日 - バーシア（、歌手）
- 9月30日 - パトリース・ラッシェン（、ピアニスト）
- 10月2日 - 石川静（東京都、ヴァイオリニスト）
- 10月3日 - スティーヴィー・レイ・ヴォーン（、ブルース・ギタリスト、+1990年・35歳没）
- 10月4日 - 河合尚市（静岡県、指揮者）
- 10月4日 - スコット・ヤナウ（、音楽評論家）
- 10月5日 - 李博士（、歌手）
- 10月10日 - 金洪才（兵庫県、指揮者）
- 10月10日 - 宗次郎（群馬県、オカリナ奏者）
- 10月10日 - デイヴィッド・リー・ロス（、ミュージシャン、ヴァン・ヘイレン）
- 10月11日 - ダニー・シュガーマン（、ドアーズマネージャー、+2005年・50歳没）
- 10月12日 - 原大輔（千葉県、歌手）
- 10月15日 - ミゲル・ピニェラ（、セレブリティ・歌手）
- 10月16日 - 中西元彦（三重県、作曲家）
- 10月19日 - 野沢秀行（東京都、パーカッショニスト、サザンオールスターズ）
- 10月22日 - おぼたけし（福岡県、歌手・声優、+2000年代ごろ）
- 10月29日 - 藍とも子（神奈川県、女優・元歌手）
- 10月29日 - 福岡智彦（大阪府、音楽プロデューサー）
- 10月31日 - 岡原慎也（福岡県、ピアニスト・指揮者）
- 11月2日 - 高護（東京都、音楽評論家・音楽プロデューサー）
- 11月3日 - ジークフリート・マウザー（、ピアニスト）
- 11月3日 - 関島秀樹（熊本県、シンガーソングライター）
- 11月8日 - リッキー・リー・ジョーンズ（、シンガーソングライター）
- 11月8日 - リッキー・ローソン（、ドラマー、元イエロージャケッツ、+2013年・59歳没）
- 11月9日 - ユンヨン・オーパークン（、ミュージシャン、カラバオ）
- 11月14日 - ヤニー（、ピアニスト）
- 11月15日 - 原田末秋（宮崎県、ギタリスト）
- 11月16日 - ドナルド・ラニクルズ（、指揮者）
- 11月16日 - ルイス・コンテ（、パーカッショニスト）
- 11月18日 - ジョン・パー（、歌手）
- 11月21日 - サイモン・フィッシャー・ターナー（、ミュージシャン）
- 11月23日 - ブルース・ホーンズビー（、シンガーソングライター）
- 11月24日 - 生田朗（神奈川県、音楽プロデューサー、+1988年・33歳没）
- 11月24日 - 鈴木常吉（栃木県、歌手、セメントミキサーズ、+2020年・65歳没）
- 11月26日 - 豊島たづみ（福岡県、シンガーソングライター）
- 11月30日 - ダグ・ウィーゼルマン（、ジャズ・リード奏者）
- 12月 - 飛澤宏元（北海道、作曲家）
- 12月1日 - 金子マリ（東京都、歌手、元金子マリ&バックスバニー/元Voice&Rhythm）
- 12月3日 - 森若里子（島根県、演歌歌手）
- 12月5日 - 水沢アキ（東京都、女優・タレント・歌手）
- 12月6日 - 永山こうじ（鹿児島県、演歌歌手、ロス・インディオス）
- 12月8日 - 田中一郎（福岡県、ギタリスト、元ARB/甲斐バンド）
- 12月9日 - スティーヴ・ロドビー（、ベーシスト、パット・メセニー・グループ）
- 12月11日 - ジャーメイン・ジャクソン（、歌手、ジャクソン5）
- 12月15日 - パトリック・ビスマス（、ヴァイオリニスト）
- 12月18日 - ウリ・ジョン・ロート（、ギタリスト、元スコーピオンズ/元エレクトリック・サン）
- 12月21日 - 片岡鶴太郎（東京都、俳優・タレント・元歌手）
- 12月23日 - 庄野真代（大阪府、シンガーソングライター）
- 12月23日 - 仙波清彦（東京都、パーカッショニスト）
- 12月23日 - 原田悠里（熊本県、演歌歌手）
- 12月25日 - アニー・レノックス（、ミュージシャン、ユーリズミックス）
- 12月30日 - ロベルト・アバド（、指揮者）
- 月日不明 - 赤城忠治（ミュージシャン、FILMS）
- 月日不明 - 朝倉紀行（東京都、ミュージシャン、元朝倉紀幸&GANG）
- 月日不明 - アンドリュー・マリナー（、クラリネット奏者）
- 月日不明 - 石黒晶（和歌山県、作曲家）
- 月日不明 - 石田修一（北海道、音楽科教諭）
- 月日不明 - 伊藤進一（宮崎県、音響効果技師）
- 月日不明 - 今井智子（新潟県、音楽評論家）
- 月日不明 - 亀谷彰一（北海道、トロンボーン奏者）
- 月日不明 - カルロ・アレッサンドロ・ランディーニ（、作曲家）
- 月日不明 - キム・ヒギョン（、作曲家）
- 月日不明 - スコット・ミラン（、音響技術者）
- 月日不明 - 園田佐登志（熊本県、ギタリスト）
- 月日不明 - 田部俊彦（福岡県、サクソフォーン奏者）
- 月日不明 - 田村玄（長野県、声楽家・指揮者）
- 月日不明 - 千代正行（茨城県、ギタリスト）
- 月日不明 - 永田峰雄（新潟県、オペラ歌手、+2020年・66歳没）
- 月日不明 - ハワード・アーマン（、指揮者・オペラ芸術監督）
- 月日不明 - 樋本英一（東京都、指揮者）
- 月日不明 - 松谷芳比呂（兵庫県、歌手・作曲家・放送作家）
- 月日不明 - ユリウス・ベルガー（、チェリスト）
- 月日不明 - ラリー・ポランスキー（、作曲家）
- 月日不明 - ジュニー・モリソン（、ミュージシャン、元オハイオ・プレイヤーズ、+2017年・62歳没）
- 月日不明 - 渡辺健二（愛知県、ピアニスト）

## 死去
- 1月11日 - オスカー・シュトラウス（、作曲家、*1870年）
- 4月5日 - クロード・デルヴァンクール（、作曲家、*1888年）
- 5月16日 - クレメンス・クラウス（、指揮者、*1893年）
- 5月19日 - チャールズ・アイヴズ（、作曲家、*1874年）
- 6月21日 - 萩原英一（東京都、ピアニスト、*1887年）
- 7月19日 - ジャン・ロジェ＝デュカス（、作曲家、*1873年）
- 11月30日 - ヴィルヘルム・フルトヴェングラー（、指揮者、*1886年）